# Волтурно
Волтурно (на италиански: Volturno) е река в Средна Италия. Тя извира в регион Молизе близо до град Рокета а Волтурно и се влива северозападно от Неапол при град Кастел Волтурно в Тиренско море. Дълга е 175 km. От Капуа реката е корабоплавателна.

## История
На 1 октомври 1860 г. на бреговете на реката се състои битката при Волтурно при, която Джузепе Гарибалди побеждава Неаполитанско кралство.